# Stephanie Morton
Stephanie Morton   (Adelaida, 28 de novembre de 1990) és una exciclista australiana, especialista en la pista. Ha guanyat dues medalles de plata als Campionats del Món de 2017. Va participar als Jocs Olímpics de 2016.

## Palmarès
- 2011
  -  Campiona d'Oceania en velocitat
- 2012
  -  Campiona d'Oceania en keirin
- 2013
  -  Campiona d'Oceania en velocitat per equips (amb Kaarle McCulloch)
  -  Campiona d'Austràlia en velocitat
  -  Campiona d'Austràlia en keirin
  -  Campiona d'Austràlia en velocitat per equips
- 2014
  - Campiona als Jocs de la Commonwealth en velocitat
  -  Campiona d'Oceania en velocitat
  -  Campiona d'Oceania en keirin
  -  Campiona d'Oceania en velocitat per equips (amb Kaarle McCulloch)
  -  Campiona d'Austràlia en keirin
  -  Campiona d'Austràlia en velocitat per equips
- 2015
  -  Campiona d'Oceania en keirin
  -  Campiona d'Austràlia en keirin
  -  Campiona d'Austràlia en velocitat per equips
- 2016
  -  Campiona d'Austràlia en velocitat per equips
- 2017
  -  Campiona d'Oceania en keirin
  -  Campiona d'Oceania en velocitat
  -  Campiona d'Oceania en velocitat per equips (amb Kaarle McCulloch)

### Resultats a laCopa del Món
- 2012-2013
  - 1a a Aguascalientes, en Velocitat per equips
- 2014-2015
  - 1a a Guadalajara, en Velocitat per equips